# Popillia chirindana
Popillia chirindana är en skalbaggsart som beskrevs av Louis Albert Péringuey 1908. Popillia chirindana ingår i släktet Popillia och familjen Rutelidae. Inga underarter finns listade i Catalogue of Life.